# Liste der Gebietsänderungen in Nordrhein-Westfalen 1980
Die Liste der Gebietsänderungen in Nordrhein-Westfalen 1980 enthält wichtige Änderungen der Gemeindegebiete des Landes Nordrhein-Westfalen in der Zeit vom 1. Januar 1980 bis zum 31. Dezember 1980. Dazu zählen unter anderem Zusammenschlüsse und Trennungen von Gemeinden, Eingliederungen von Gemeinden in eine andere, Änderungen des Gemeindenamens und größere Umgliederungen von Teilen einer Gemeinde in eine andere.

## Legende
- Datum: juristisches Wirkungsdatum der Gebietsänderung
- Gemeinde vor der Änderung: Gemeinde vor der Gebietsänderung
- Maßnahme: Art der Änderung
- Gemeinde nach der Änderung: Gemeinde nach der Gebietsänderung
- Kreis: Kreis der Gemeinde nach der Gebietsänderung

Die Sortierung erfolgt chronologisch: Datum, kreisfreie Städte, Landkreise, aufnehmende oder neu gebildete Gemeinde. Heute noch bestehende Gemeinden sind farbig unterlegt.

## Liste
| Datum          | Gemeinde vor der Änderung           | Maßnahme     | Gemeinde nach der Änderung | Kreis                      |
| -------------- | ----------------------------------- | ------------ | -------------------------- | -------------------------- |
| 9. Januar 1980 | Wermelskirchen, kleine Gebietsteile | Umgliederung | Odenthal                   | Rheinisch-Bergischer Kreis |
| 1. Juni 1980   | Bad Sassendorf, kleine Gebietsteile | Umgliederung | Soest                      | Soest                      |

## Quelle
- Statistisches Bundesamt (Hrsg.): Historisches Gemeindeverzeichnis für die Bundesrepublik Deutschland. Namens-, Grenz- und Schlüsselnummernänderungen bei Gemeinden, Kreisen und Regierungsbezirken vom 27.5.1970 bis 31.12.1982. W. Kohlhammer, Stuttgart / Mainz 1983, ISBN 3-17-003263-1, S. 291 ff. (Statistische Bibliothek des Bundes und der Länder [PDF; 41,1 MB]).